# Maneštra
Maneštra je autohtono istarsko jelo koje se sprema od razna povrća, a bez obzira na oblik uvijek sadrži grah i krumpir. Popularna je na čitavu sjevernom Jadranu. Poslužuje se kao predjelo ako je glavni sastojak povrće, no može se poslužiti kao glavno jelo ako sadrži "jače sastojke" poput mesa.
Festival istarskih maneštra održava se svake godine u lipnju u Gračišću.